# Duruitoarea, Rîșcani
Duruitoarea este un sat din cadrul orașului Costești din raionul Rîșcani, Republica Moldova.
La est de sat sunt amplasate două arii protejate din categoria monumentelor naturii de tip geologic sau paleontologic: defileul Duruitoarea și reciful Proscureni.
Către iunie 2020, în sat a fost reconstruită rețeaua de aprovizionare cu apă și cea de canalizare.

## Demografie
Conform recensământului populației din 2004, satul Duruitoarea avea 379 de locuitori: 375 de moldoveni/români și 4 ruși.

## Galerie de imagini
Defileul Duruitoarea

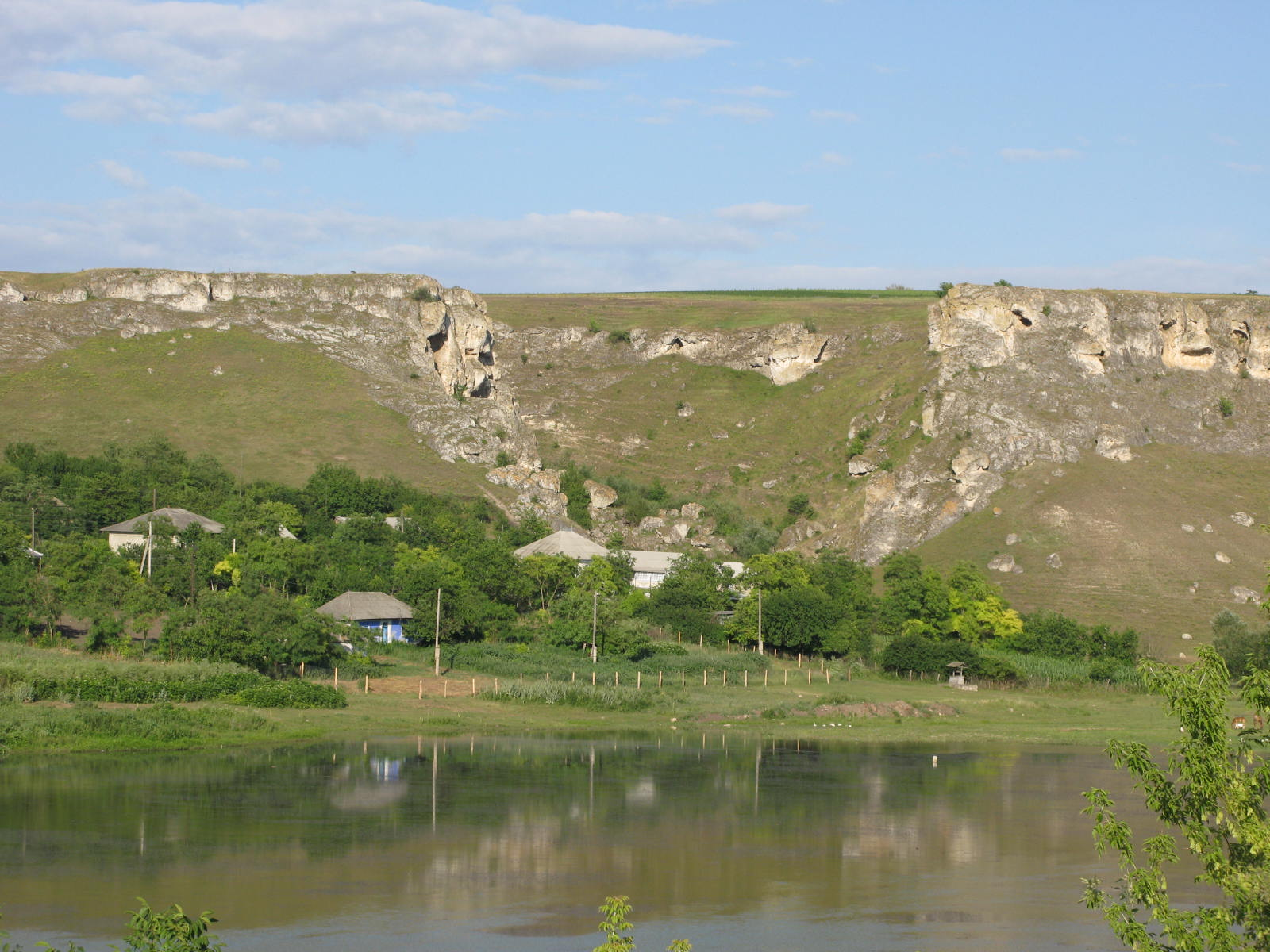
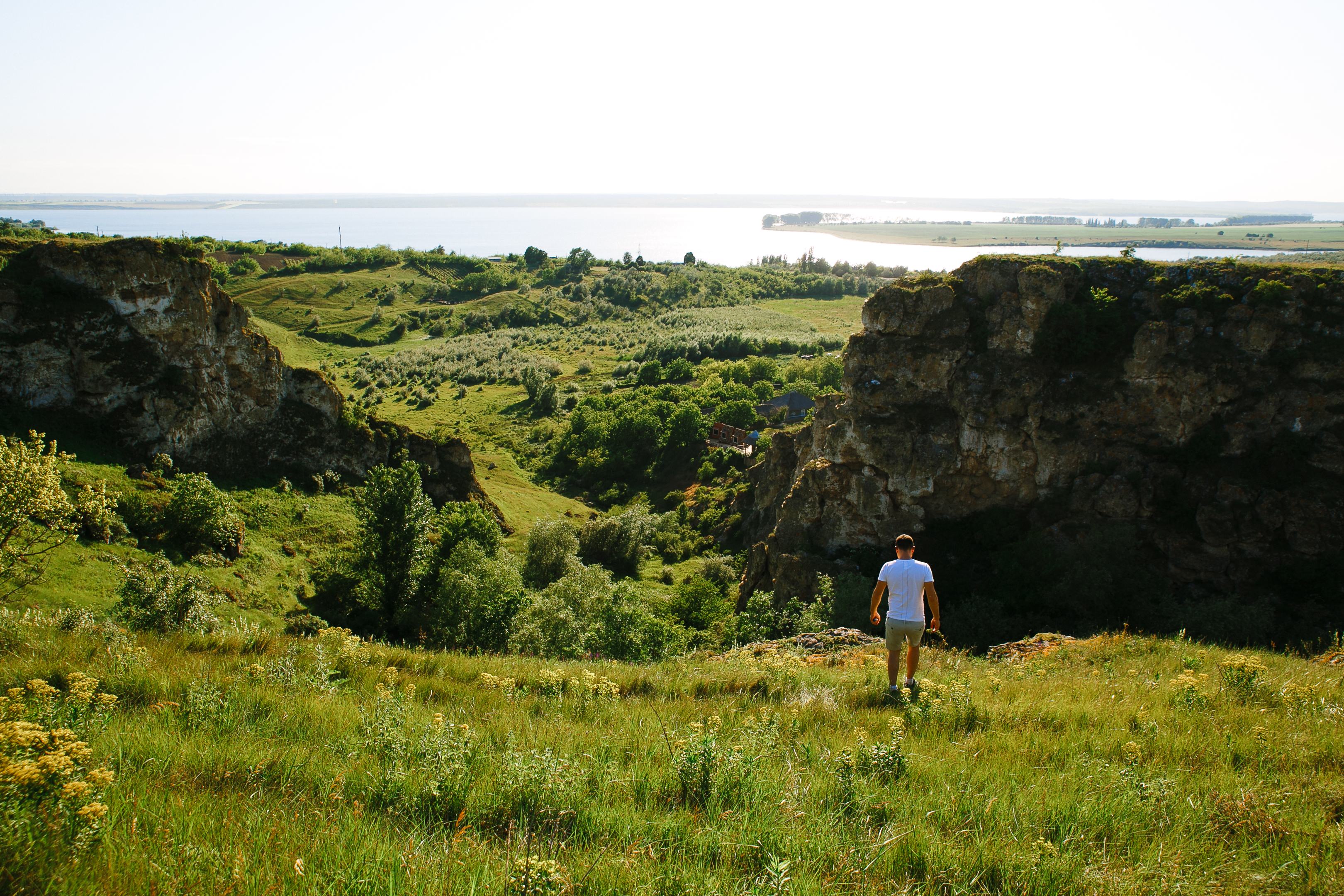
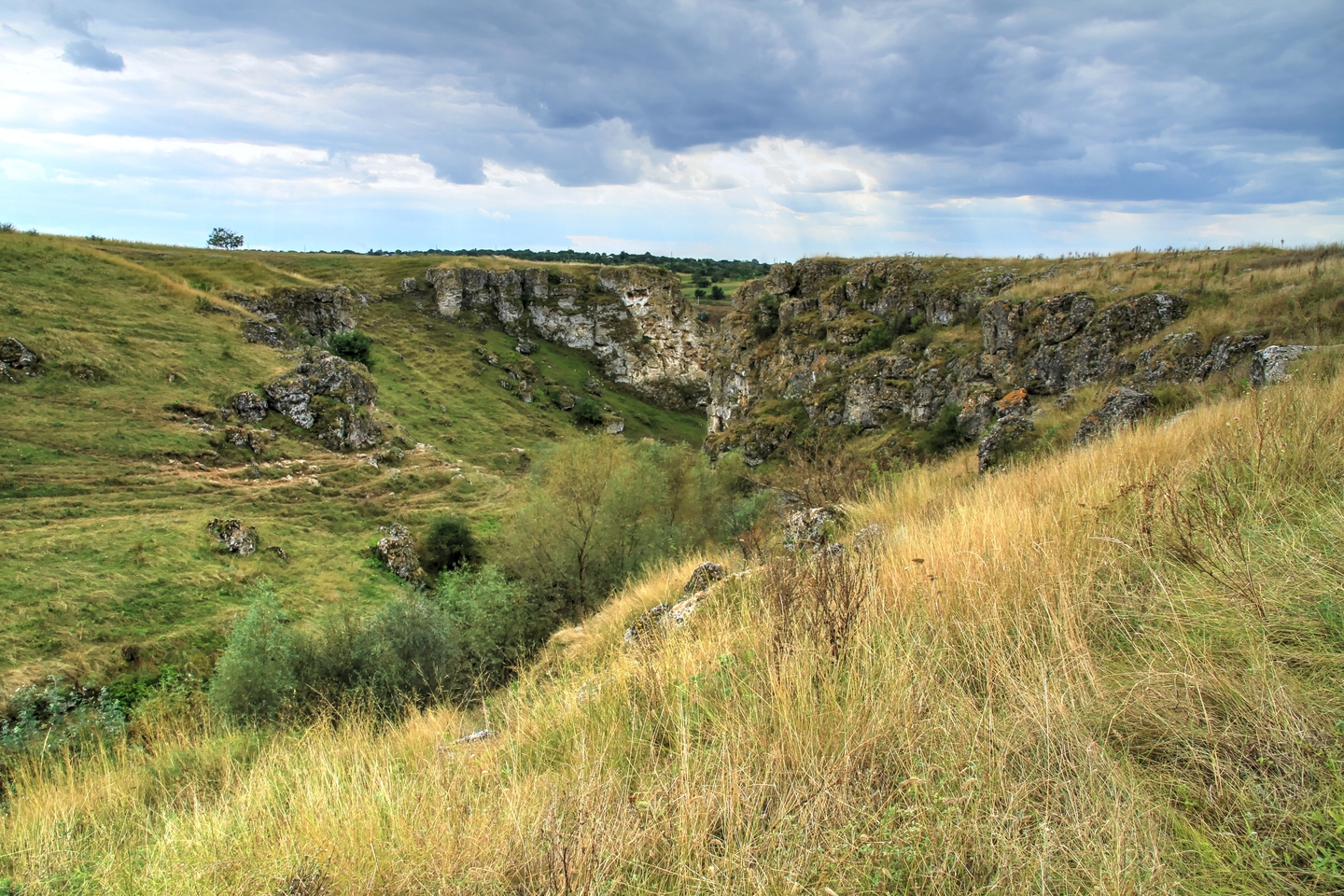
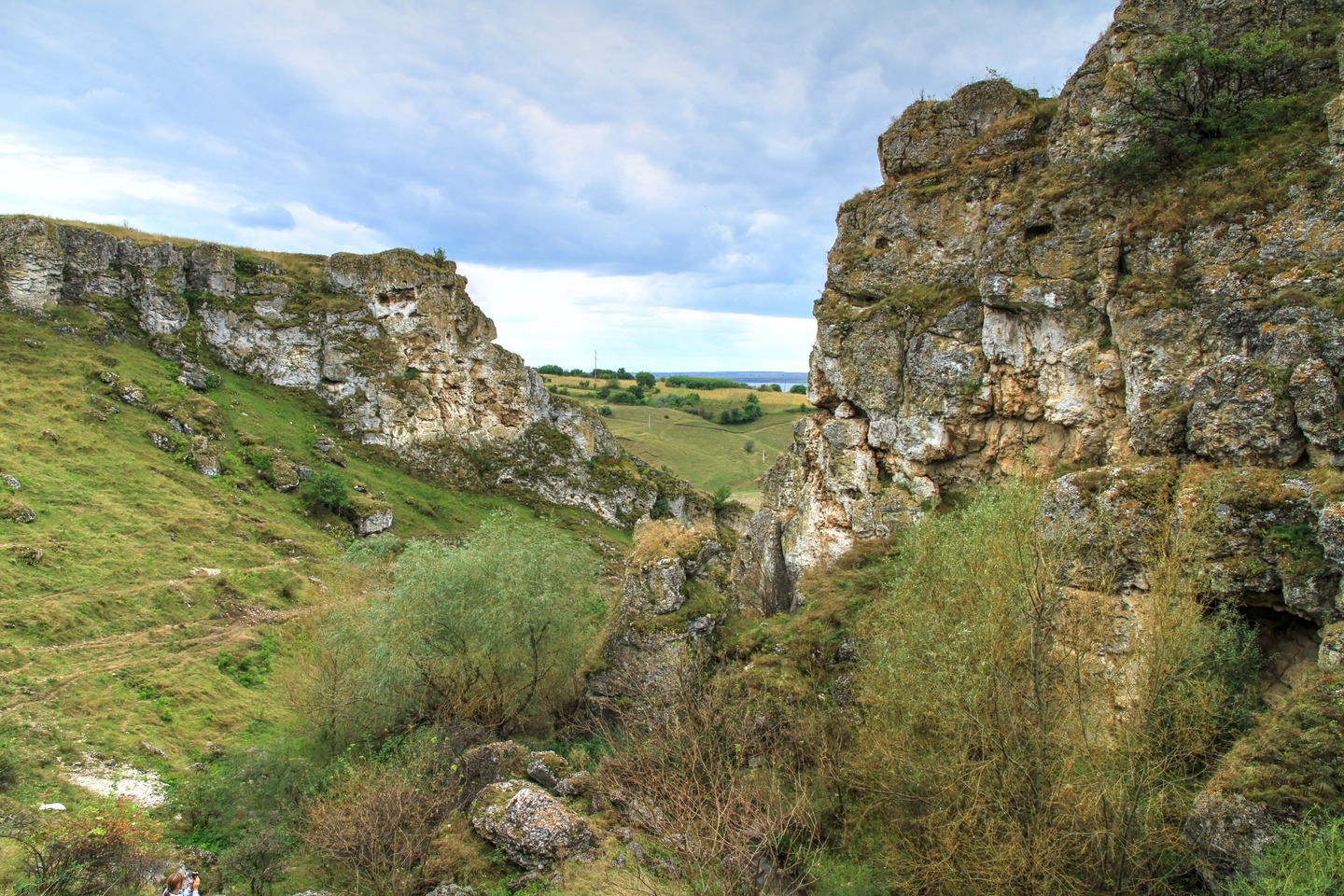
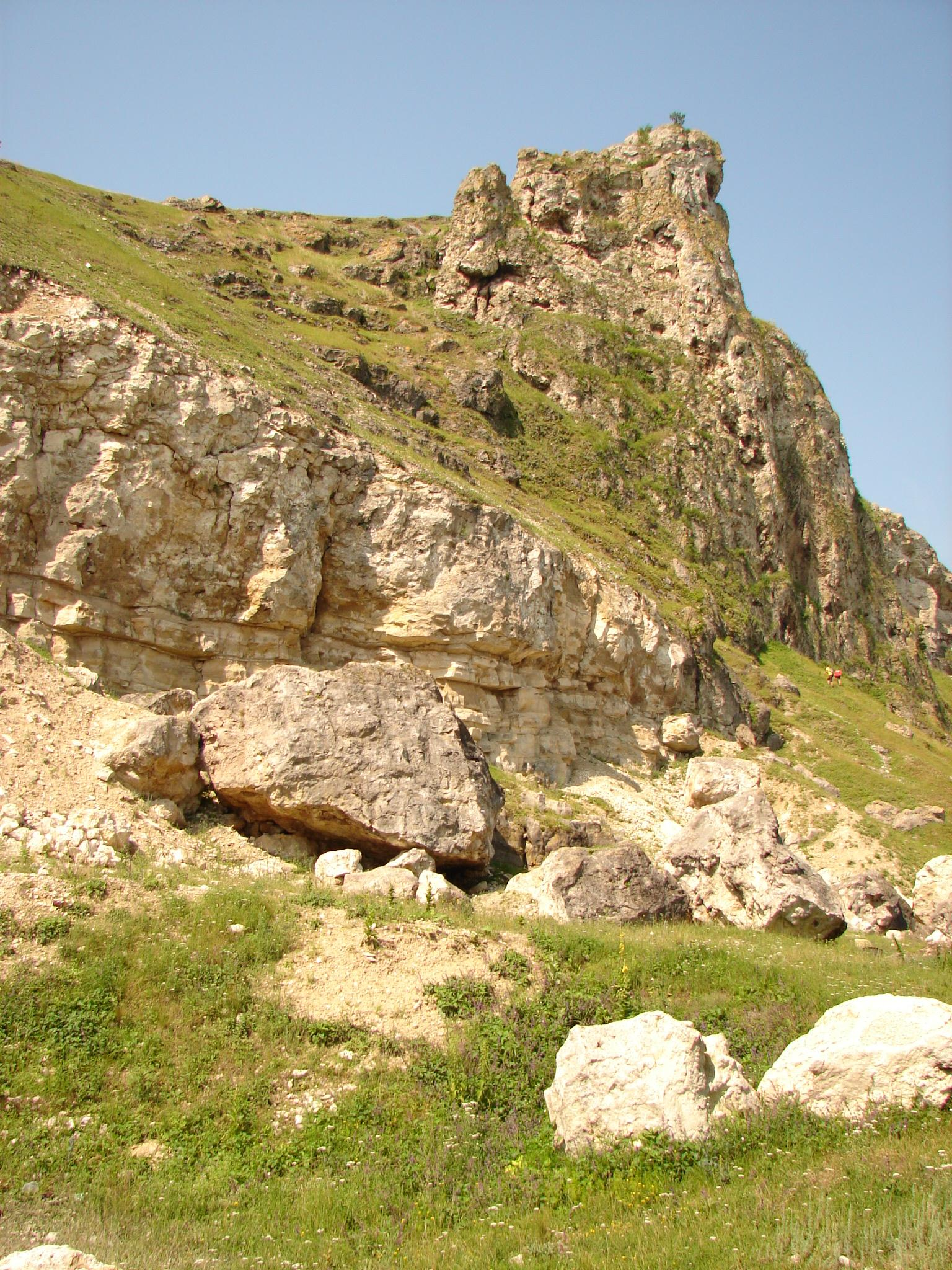
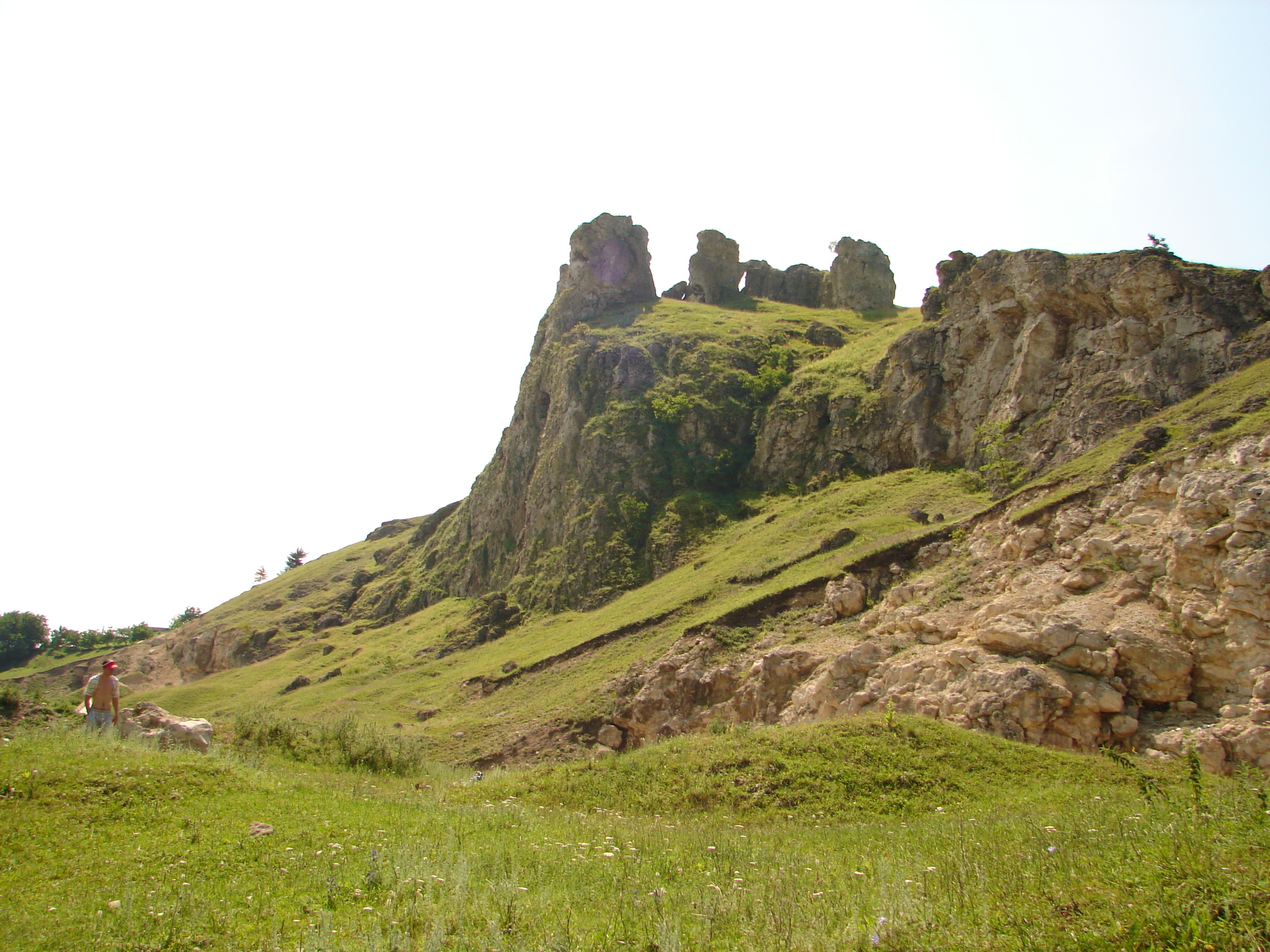
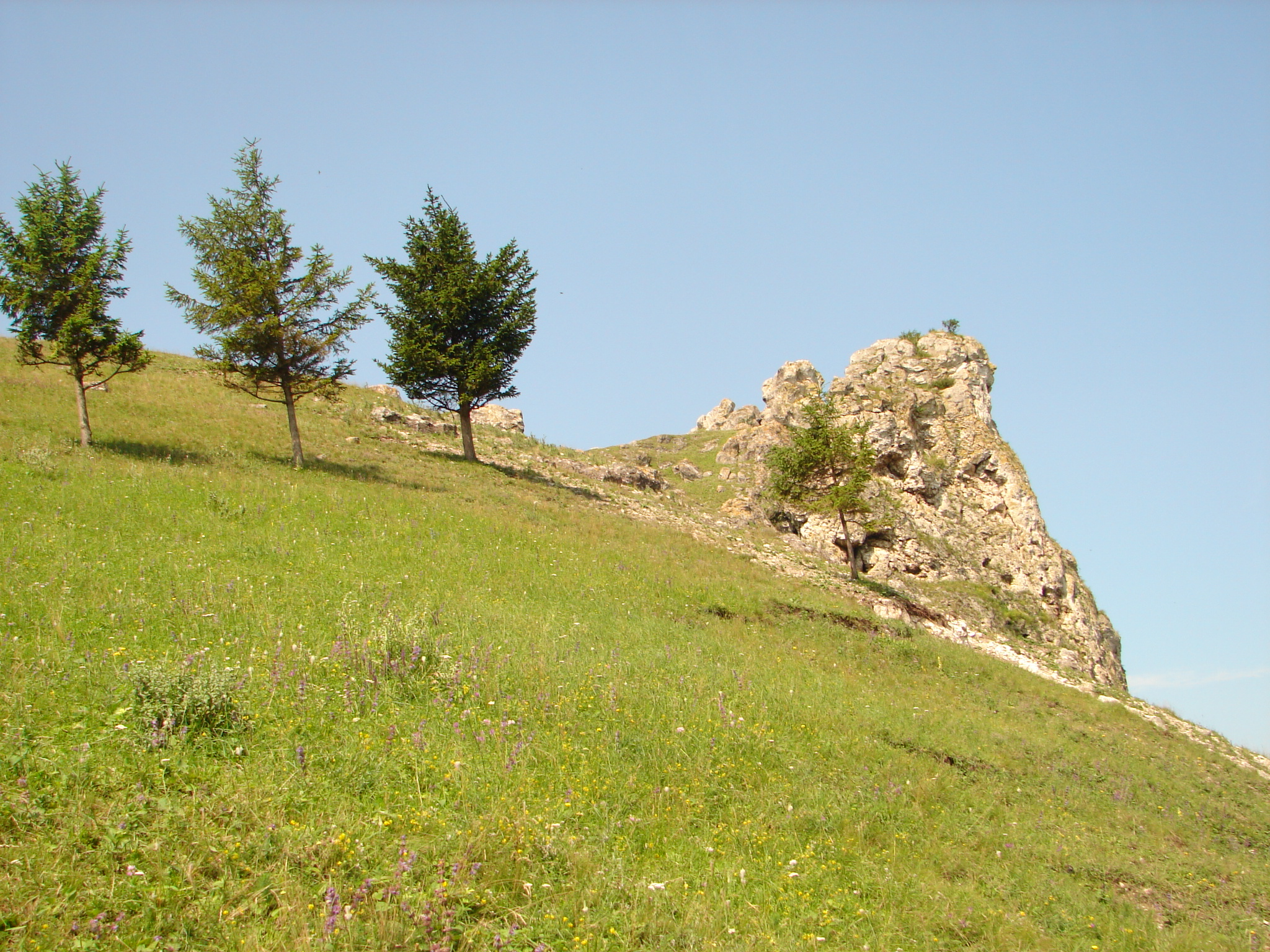
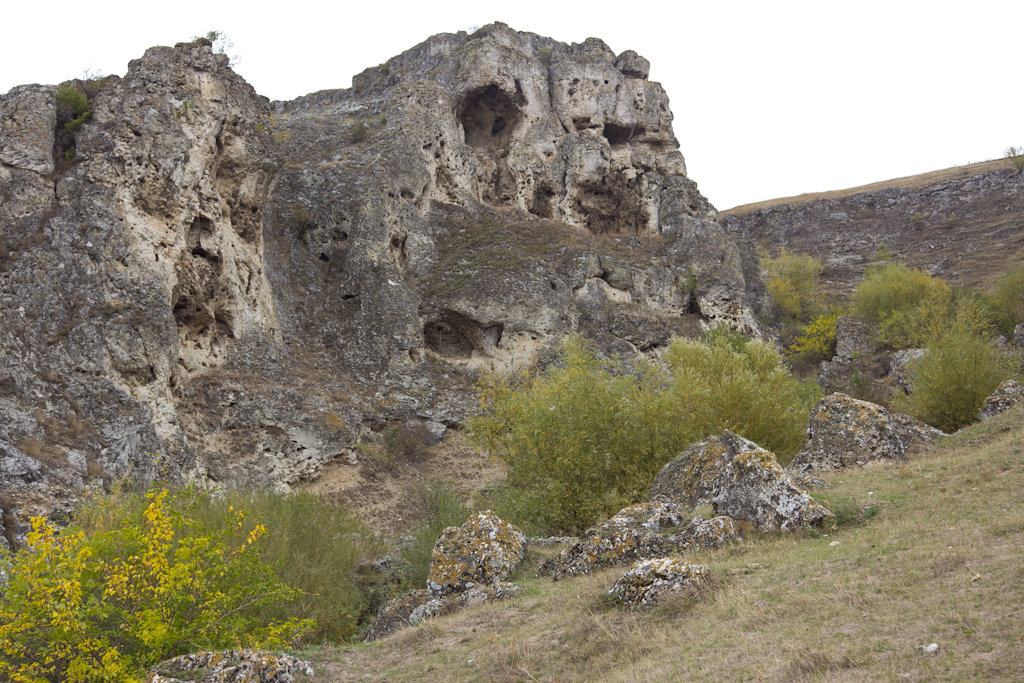
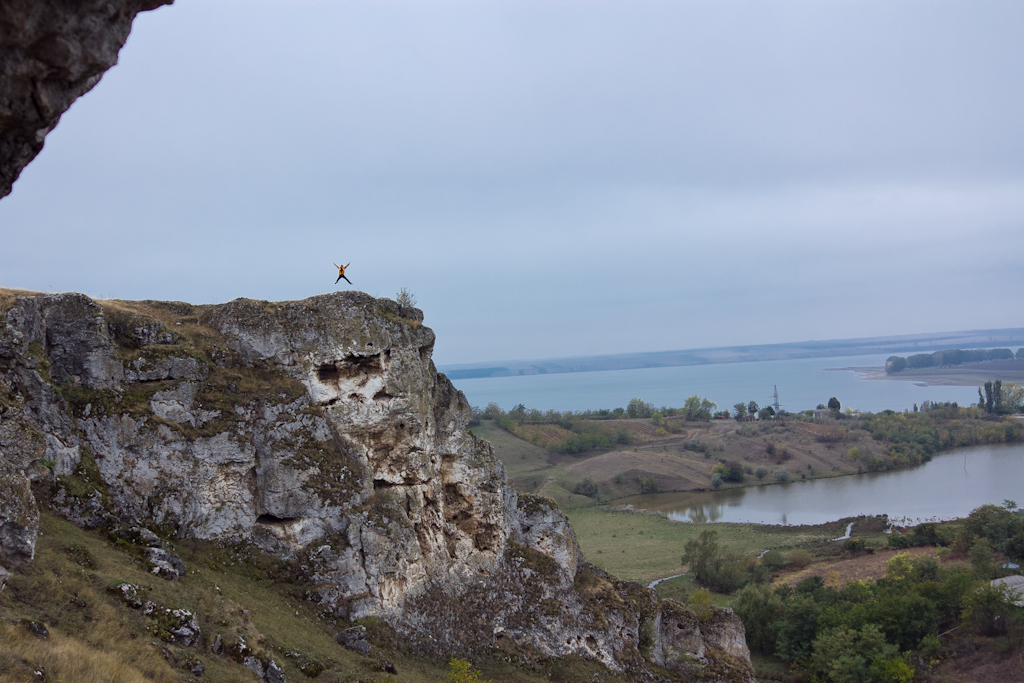
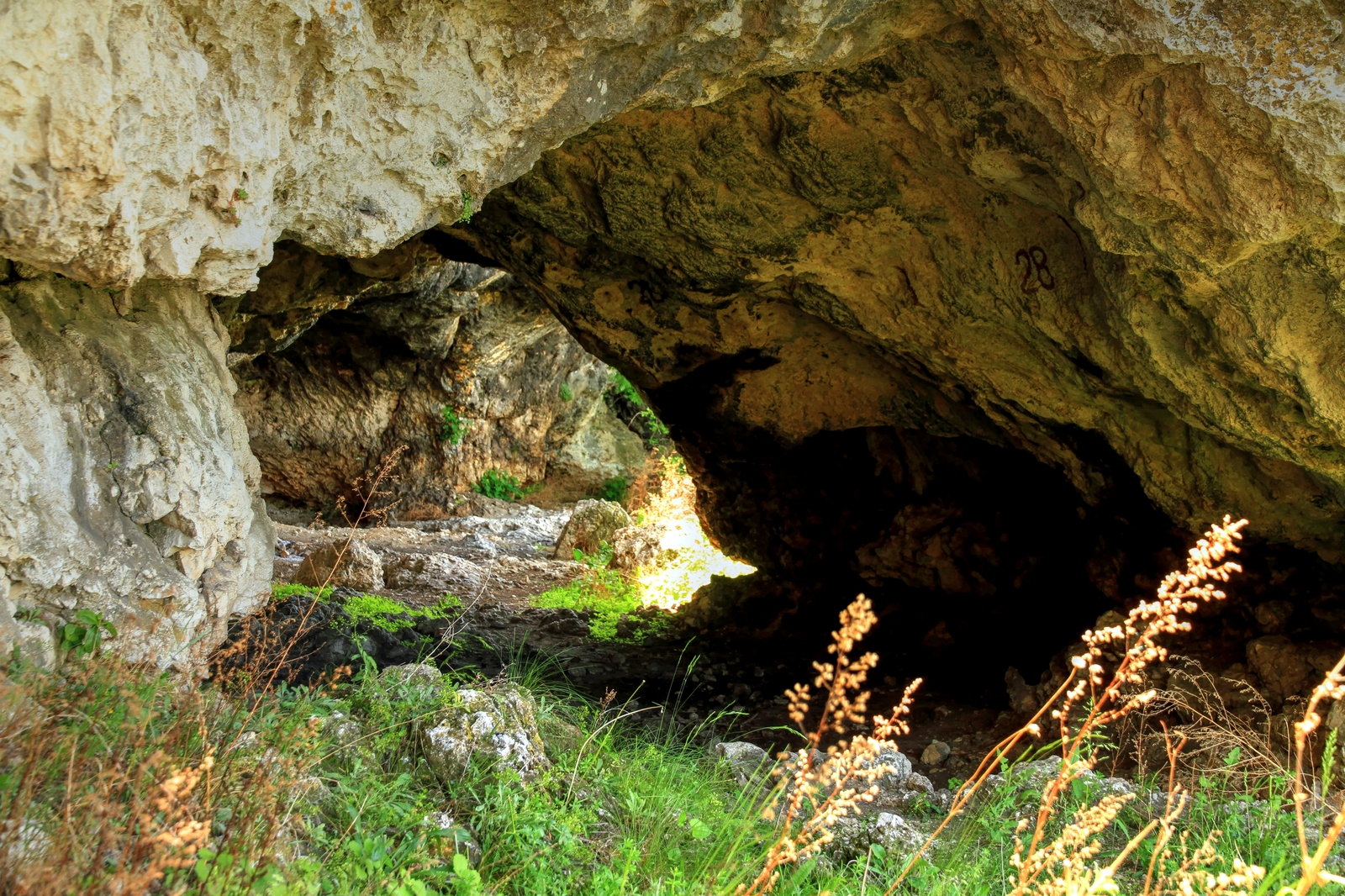
Grota Duruitoarea Veche
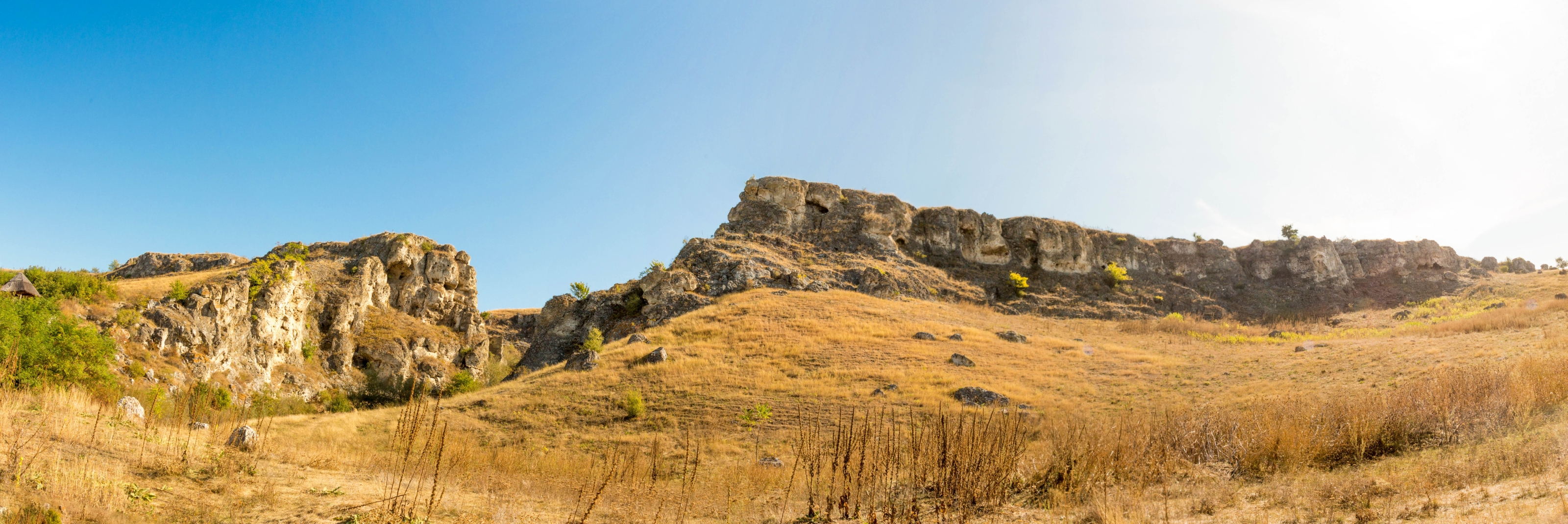

Imagini de epocă

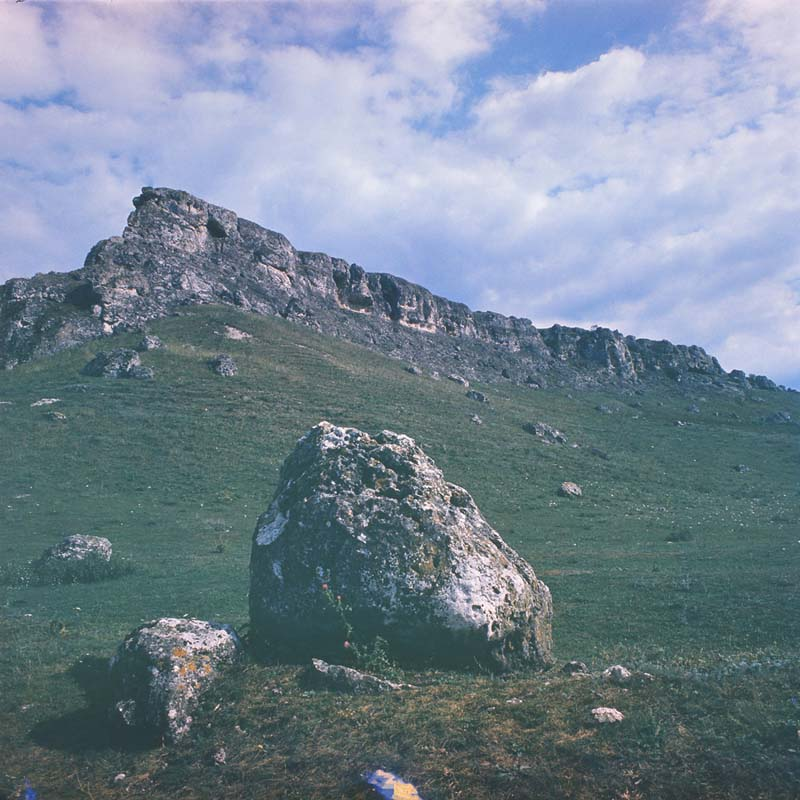
Imagine din 1980 a formațiunilor calcaroase.
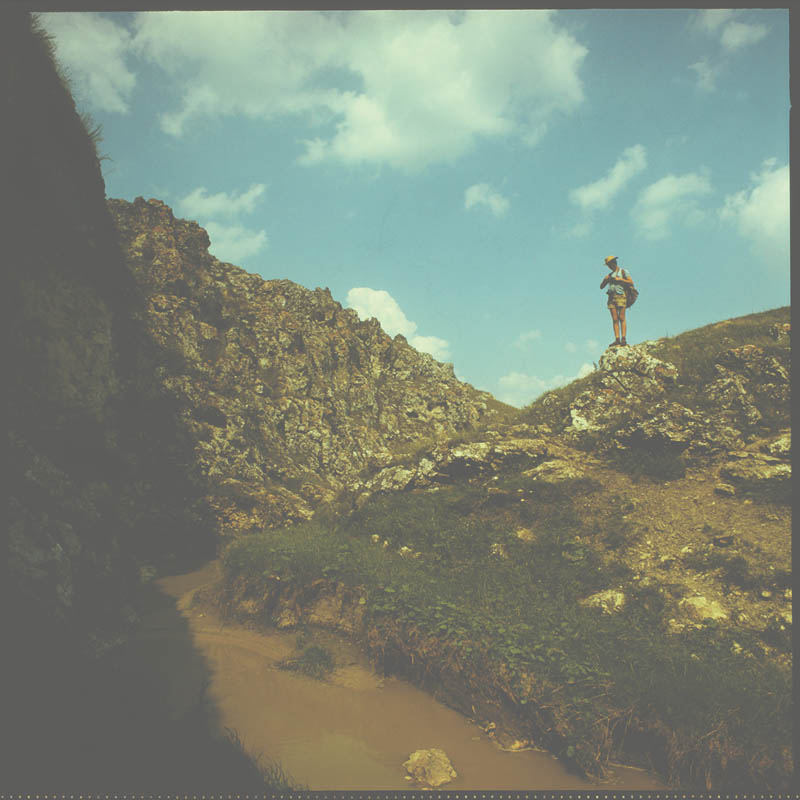
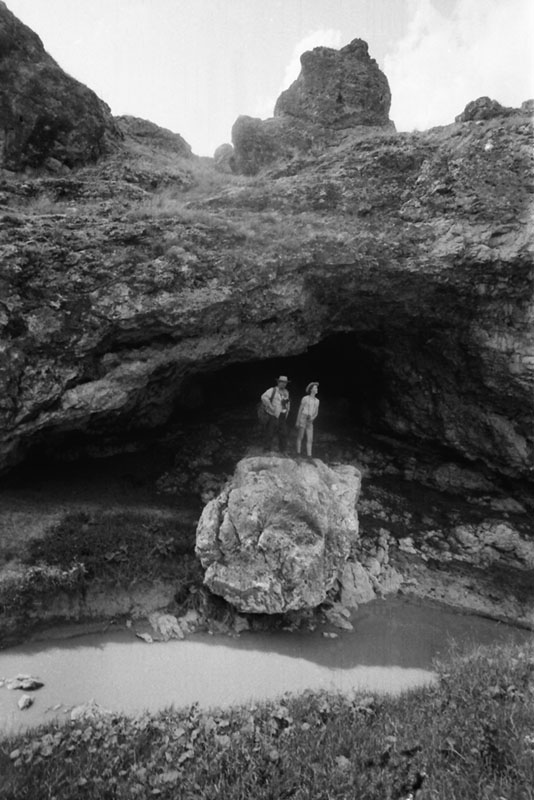
Imagine a grotei, 1980.
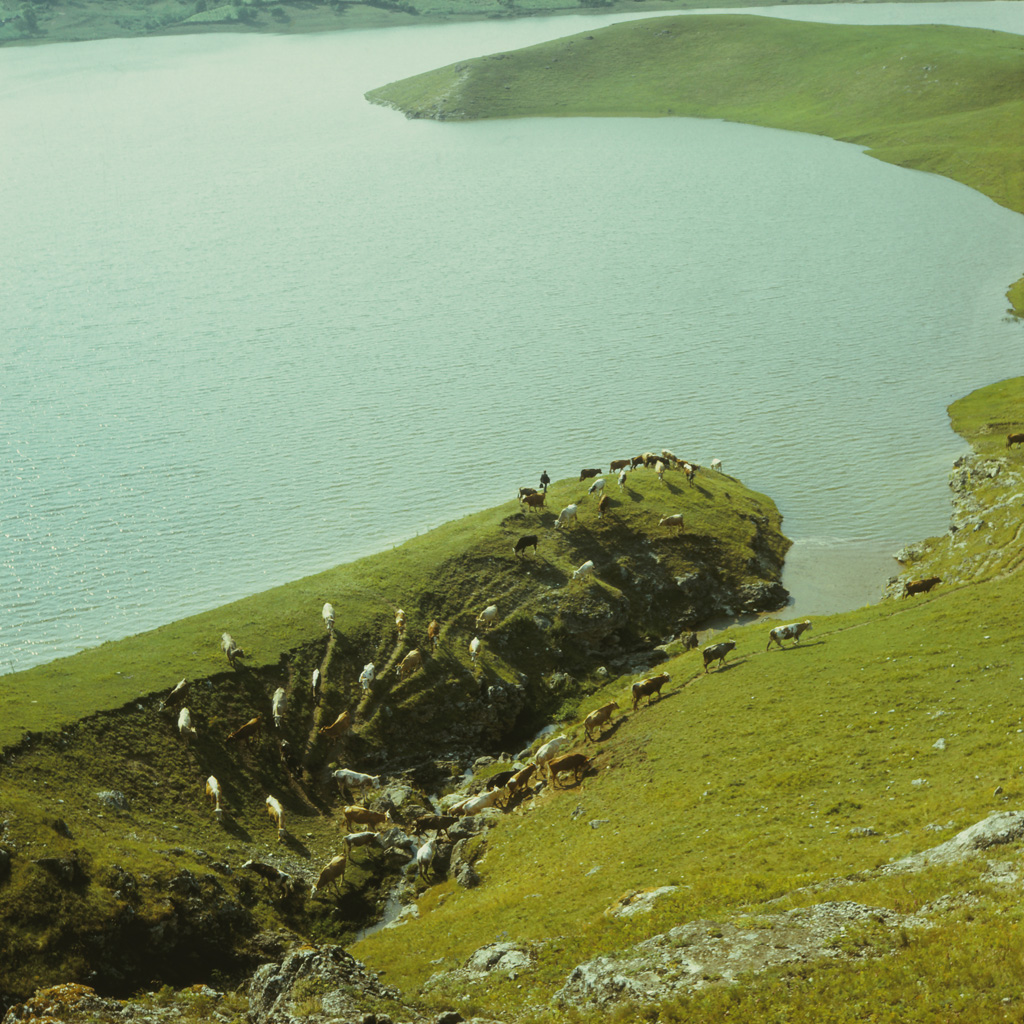
1982
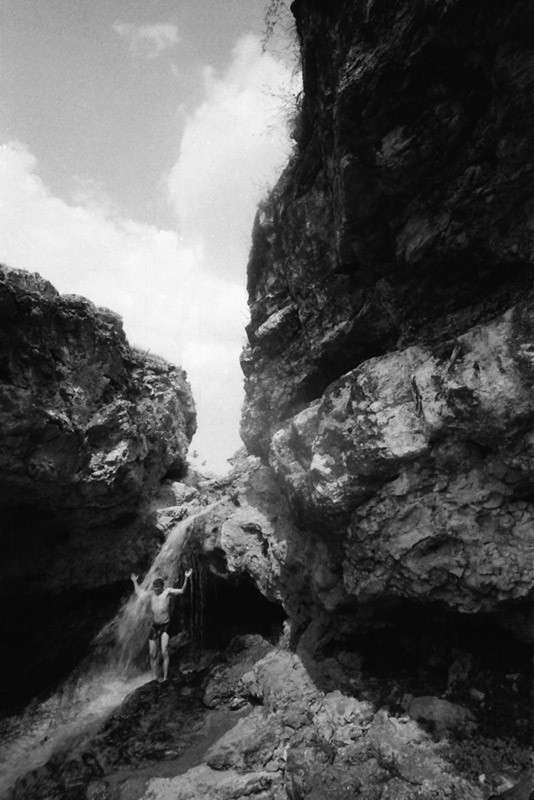
1985